# Kunstmuseum Simferopol

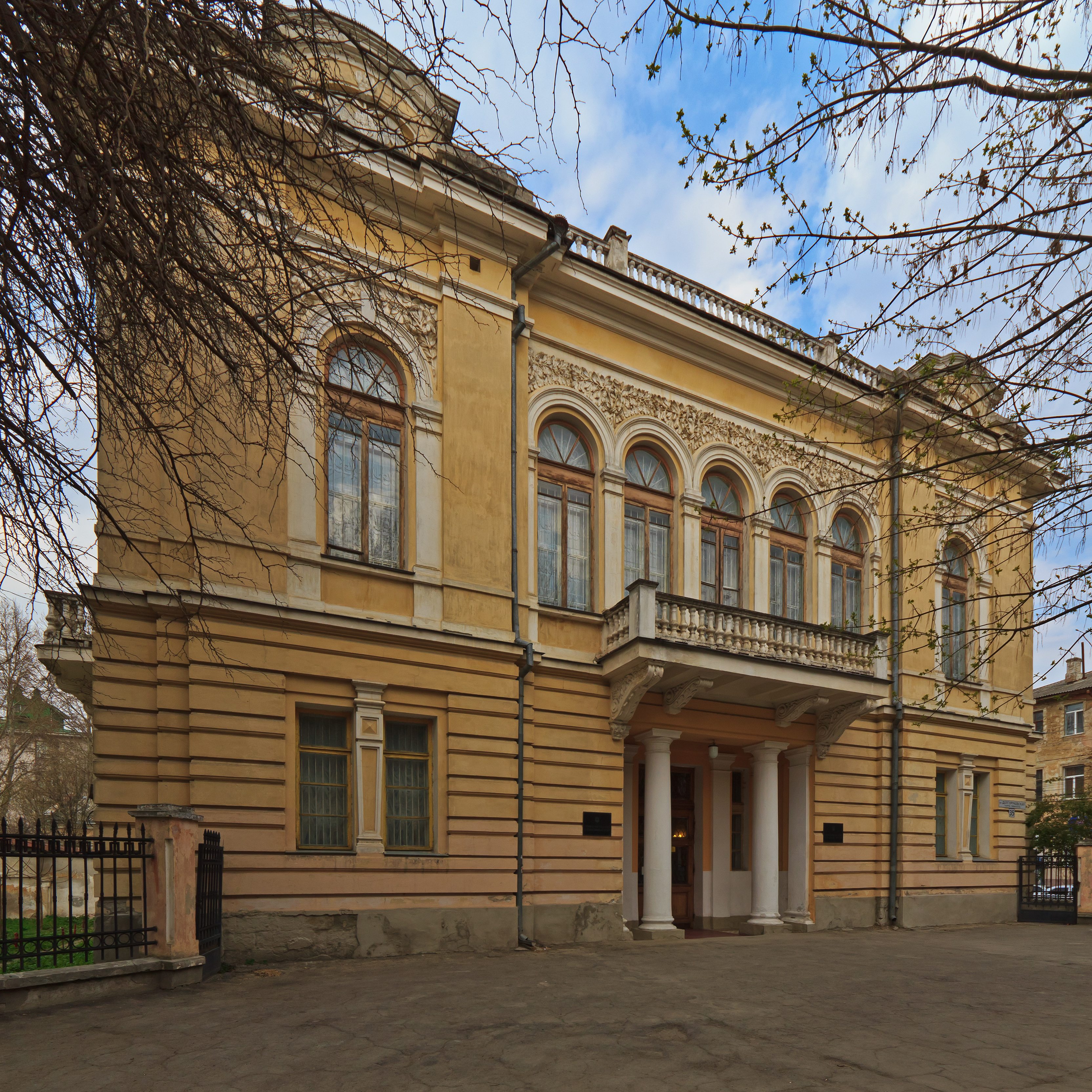
Kunstmuseum Simferopol, 2014

Das Kunstmuseum Simferopol (russisch Симферопольский художественный музе) ist ein Museum für Bildende Kunst in Simferopol.
Das Museum wurde 1937 gegründet. Es befindet sich in einem historischen Gebäude, in dem 1922 das Zentralmuseum von Tavrida untergebracht war. Die Sammlung umfasst mehr als 6.000 Kunstwerke. Darunter befinden sich Kunstwerke, die in den 1920er Jahren aus den Palästen und Landgütern der Südküste der Krim verstaatlicht wurden. Das Museum besitzt unter anderem Werke von Karl Brjullow, Iwan Aiwasowski, Iwan Schischkin, Isaak Lewitan und Walentin Serow, aber auch Werke aus Westeuropa.
Bei der Evakuierung zu Beginn des Großen Vaterländischen Krieges ging ein Großteil des Bestandes verloren. In den Nachkriegsjahren wurde das Museum mit Werken aus den Sammlungen des Russischen Museums, der Tretjakow-Galerie, des Eremitage-Museums, des Museums der Schönen Künste von A. S. Puschkin und weiteren Sammlungen wieder aufgebaut. Das Museum hat auch Raubkunst aus Deutschland ausgestellt, die das Suermondt-Ludwig-Museum in Aachen für sich beansprucht hat.
Das Museum veranstaltet regelmäßig verschiedene Ausstellungen. Zu den bedeutendsten zählen die Biennale der Kammeraquarelle der Krim, die Triennale junger Künstler und die Biennale der Amateurkünstler.